# GameFan
GameFan (dont le nom d'origine était Diehard GameFan) est un magazine américain créé par Tim Lindquist (en) et Dave Halverson (en) en septembre 1992 spécialisé dans l'actualité des jeux vidéo ainsi que dans l'import. Il est connu pour l'utilisation de nombreuses copies d'écran de jeu à l'inverse des autres publications américaines de l'époque.

## Historique
Créé en septembre 1992, GameFan cesse sa publication en décembre 2000. 
En avril 2010, Tim Halverson relance GameFan en tant que magazine mi-jeux vidéo, mi-films - nouvelle formule qui ne durera qu'un temps.

## Controverse
Le numéro de septembre 1995 a fait l'objet d'une controverse : un test de College Football USA 96 s'est avéré parler de Air Combat et utilisait des termes racistes pour désigner les Japonais. GameFan a tout d'abord parlé d'un sabotage d'un employé. Finalement, il s'agissait d'un texte temporaire n'ayant pas été retiré et qui fut imprimé accidentellement.